# Überbot
Das Überbot ist ein Begriff aus der österreichischen Exekutionsordnung und dient dem Zweck, bei einer Zwangsversteigerung den höchstmöglichen Gewinn zu erzielen.
Wurde bei der Zwangsversteigerung nur ein Meistbot von 3/4 des Schätzwerts erreicht, ist es innerhalb von 14 Tagen nach der öffentlichen Bekanntmachung des Zuschlags möglich, ein Überbot einzureichen. Darauf muss dann in der Ediktdatei hingewiesen werden. Das Überbot muss mindestens 1/4 des Meistbotes betragen, damit zumindest wieder der Schätzwert erreicht wird.
Gleichzeitig muss dem Gericht angeboten werden, dass ein Viertel der angebotenen Summe als Sicherheitsleistung entrichtet wird. Die Sicherstellung muss dann innerhalb von 7 Tagen nach der gerichtlichen Aufforderung durch eine gerichtliche oder notarielle Einzahlung entweder von Bargeld oder Sparurkunden geleistet werden.
Das Überbot ist erst gültig, wenn die angebotene Sicherheit geleistet und dies dem Gericht nachgewiesen wurde.
Derjenige, der zunächst aus der Zwangsversteigerung als Ersteher hervorgegangen ist, kann das Überbot entkräften, indem er sein Meistbot innerhalb von 3 Tagen auf den Betrag des Überbots erhöht.
Zahlt der Überbieter die erforderliche Sicherheitsleistung nicht in der vorgesehenen Frist nach, wird eine Ordnungsstrafe verhängt, die bis zu 10 000 Euro betragen kann. Ein unbestimmtes Überbot wird einfach zurückgewiesen. Ein einmal abgegebenes Überbot kann nicht mehr zurückgezogen werden.